# Rectolejeunea tapajosensis
Rectolejeunea tapajosensis là một loài Rêu trong họ Lejeuneaceae. Loài này được (Spruce) R.M. Schust. miêu tả khoa học đầu tiên năm 1980.